# 库利亚尔
库利亚尔，是西班牙安达卢西亚自治区格拉纳达省的一个市镇。总面积414平方公里，
2001年普查人口總數為4929人，人口密度為每平方公里12人。